# Dominica en los Juegos Olímpicos de Atlanta 1996
Dominica estuvo representada en los Juegos Olímpicos de Atlanta 1996 por seis deportistas, cuatro hombres y dos mujeres, que compitieron en dos deportes.
El portador de la bandera en la ceremonia de apertura fue el atleta Jérôme Romain. El equipo olímpico dominiqués no obtuvo ninguna medalla en estos Juegos.